# Monte Williamson
Il Monte Williamson (in lingua inglese Mount Williamson) è una montagna sita nella Sierra Nevada, in California, negli Stati Uniti. La vetta è ad una quota di 4383 m s.l.m., il che la rende la seconda vetta più alta sia della Sierra Nevada che della California, in ambo i casi alle spalle del Monte Whitney. Risulta inoltre la sesta vetta più alta degli Stati Uniti contigui.

## Collocazione geografica
Il monte è ubicato nell'area di John Muir Wilderness appartenente alla Inyo National Forest. La vetta è ubicata circa 10 km a Nord rispetto a quella del Monte Whitney (il monte più alto della California) e 4 km a Sud-Ovest rispetto allo Shepherd Pass. La città più vicina è Independence sita 19 km in direzione NNE.

## Storia
La montagna prende il proprio nome da Robert Stockton Williamson (1825–1882), che condusse una delle Pacific Railroad Surveys vale a dire esplorazioni ferroviarie mirate ad aprire un collegamento su rotaia trascontinentale negli Stati Uniti.
La prima scalata registrata del Monte Williamson fu completata nel 1884 da W. L. Hunter e C. Mulholland dalla Southeast Slopes Route. La prima scalata dalla West Side Route fu portata a termine nel 1896 da Bolton C. Brown e Lucy Brown.

## Ascesa
Il sentiero maggiormente battuto per salire fino in vetta è denominato West Side Route e parte dallo Shepherd's Pass. Esiste un sentiero alternativo denominato Southeast Slopes Route.